# 112313 Larrylines
112313 Larrylines este o planetă minoră (asteroid), cu un diametru de 1,757 km, din centura de asteroizi. A fost descoperită pe 12 iunie 2002 la George Observatory⁠(d) de Joseph A. Dellinger⁠(d). 
Obiectul prezintă o orbită caracterizată de o semiaxă mare de 2,5986056826565 UAi, o excentricitate de 0,15590390921587, o înclinație de 6,3906796189816 ° în raport cu ecliptica.